# Gaggio Montano
Gaggio Montano är en kommun i storstadsregionen Bologna, innan 2015 i provinsen Bologna, i regionen Emilia-Romagna i Italien. Orten ligger omkring 45 kilometer sydväst om Bologna. Kommunen hade 4 840 invånare (2018) och gränsar till Castel d'Aiano, Castel di Casio, Grizzana Morandi, Lizzano in Belvedere, Montese (province of Modena), Porretta Terme och Vergato. 